# Frojanes
Frojanes (llamada oficialmente San Brais de Froxais) es una parroquia y un lugar del municipio español de Viana del Bollo, en la provincia de Orense, Galicia.

## Toponimia
La parroquia también es conocida por los nombres de San Blas de Frojanes y San Brais de Froxas.

## Organización territorial
La parroquia está formada por una entidad de población:
- Froxanes (Froxais)

## Demografía
Gráfica demográfica del lugar y parroquia de Frojanes según el INE español:
| Gráfica de evolución demográfica de Frojanes entre 2000 y 2023 |
|                                                                |
| Datos según el nomenclátor publicado por el INE.               |